# 후이
후이(본명: 이회택, 한국 한자: 李會澤, 1993년 8월 28일 ~ )는 대한민국의 가수로 보이 그룹 펜타곤의 리더, 메인보컬, 리드댄서를 맡고 있다.

## 학력
- 문원초등학교 (졸업)
- 과천문원중학교 (졸업)
- 과천중앙고등학교 (졸업)

## 음반 목록

### 솔로
EP
- 2024년 1월 16일 《WHU IS ME : Complex》

디지털 싱글
- 2024년 8월 13일 《Easy dance (Feat. 권은비)》
- 2024년 10월 6일 《잡초 (With 장혜진)》
- 2024년 12월 24일 《WHU IS KEVIN》

### 작곡
- 데이지 (2020)
- 청개구리 (2018)
- 빛나리 (2018)
- Like Paradise (2018)
- 머물러줘 (2017)
- RUNAWAY (2017)
- 설렘이라는 건 (2017)
- Like This (2017)
- 고마워 (2017)
- You Are (2016)
- Organic Song (2016)
- 젊어 (Prod. Dok2) (2016)

### OST
- OCN 드라마 나쁜 녀석들 : 악의 도시 OST Part.1 - Who am I
- tvN 드라마 멈추고 싶은 순간 : 어바웃 타임 OST Part.3 - Maybe
- JTBC 드라마 초콜릿 OST Part. 8 - 짝사랑

## 출연 작품

### 방송
- 《Triple H 흥신소》 (2017) - 고정
- 《건반 위의 하이에나》 (2017) - 고정
- 《미스터리 음악쇼 복면가왕》 (2018) - 학다리 잡고 삐약삐약 학가이 (참가자-준우승)
- 《아이돌룸》 (2018) - 완전체 (feat - (여자)아이들)
- 《최애 엔터테인먼트》
- 《TMI NEWS》 (2020) - 게스트
- 《보이즈플래닛》 (2023) - 참가자
- 《K-909》 (2023) - 뮤지션
- 《소년탐정 김지웅》 (2023) - 게스트